# Gmina Mstów
Die Gmina Mstów ist eine Landgemeinde im Powiat Częstochowski der Woiwodschaft Schlesien in Polen. Ihr Sitz ist das gleichnamige Dorf mit etwa 1700 Einwohnern.

## Gliederung
Zur Landgemeinde Mstów gehören 18 Ortschaften mit einem Schulzenamt:
Brzyszów
Cegielnia
Jaskrów
Jaźwiny
Kłobukowice
Kobyłczyce-Okupniki
Krasice
Kuchary
Kuśmierki
Latosówka
Łuszczyn
Małusy Małe
Małusy Wielkie
Mokrzesz
Mstów
Siedlec
Srocko
Wancerzów
Zawada
Weitere Orte der Gemeinde sind Gąszczyk, Pniaki Mokrzeskie und Rajsko.

## Politik

### Bürgermeister
An der Spitze der Verwaltung steht der Gemeindevorsteher. Seit 2014 ist dies Tomasz Gęsiarz, der für das Wahlkomitee „Kümmern wir uns um die Zukunft“ antritt. Bei der turnusmäßigen Wahl im April 2024 wurde er ohne Gegenkandidaten mit 80,9 % wiedergewählt.
Die turnusmäßige Wahl im Oktober 2018 brachte folgendes Ergebnis:
- Tomasz Gęsiarz (Wahlkomitee „Kümmern wir uns um die Zukunft“) 85,2 % der Stimmen
- Krzysztof Kubat (Wahlkomitee „Zeit für eine Veränderung – Krzysztof Kubat“) 14,8 % der Stimmen

Damit wurde Amtsinhaber Gęsiarz bereits im ersten Wahlgang wiedergewählt.

### Gemeinderat
Der Gemeinderat von Mstów besteht aus 15 Mitgliedern, die in Einpersonenwahlkreisen gewählt werden. Die Wahl 2024 führte zu folgendem Ergebnis:
- Trzecia Droga (TD) 33,5 % der Stimmen, 4 Sitze
- Wahlkomitee „Kümmern wir uns um die Zukunft“ 27,8 % der Stimmen, 5 Sitze
- Wahlkomitee „Lokale Verwaltungsgemeinschaft“ 12,4 % der Stimmen, 2 Sitze
- Prawo i Sprawiedliwość (PiS) 10,3 % der Stimmen, 2 Sitze
- Koalicja Obywatelska (KO) 7,9 % der Stimmen, 1 Sitz
- Wahlkomitee Piotr Całusiński 7,1 % der Stimmen, 1 Sitz
- Übrige 1,0 % der Stimmen, kein Sitz

Die Wahl 2018 führte zu folgendem Ergebnis:
- Wahlkomitee „Kümmern wir uns um die Zukunft“ 35,1 % der Stimmen, 7 Sitze
- Prawo i Sprawiedliwość (PiS) 22,4 % der Stimmen, 4 Sitze
- Polskie Stronnictwo Ludowe (PSL) 17,8 % der Stimmen, 2 Sitze
- Wahlkomitee „Zeit für eine Veränderung – Krzysztof Kubat“ 17,7 % der Stimmen, 1 Sitz
- Wahlkomitee „Lokale Verwaltungsgemeinschaft für den Kreis Częstochowa“ 2,5 % der Stimmen, 1 Sitz
- Übrige 4,5 % der Stimmen, kein Sitz